# Riccardo Suarez
Riccardo Suarez, all'anagrafe Riccardo Suarez Puertas (Roma, 15 maggio 2000), è un doppiatore italiano.

## Biografia
Figlio dei doppiatori Ilaria Latini e Diego Suarez, è nipote di Laura Latini e Fabrizio Vidale, fratello di Emanuele e Sofia Suarez (tutti doppiatori). Lavora nel doppiaggio fin da bambino. Ha frequentato il liceo linguistico all'istituto Gabriele D'Annunzio di Roma e vari corsi di recitazione, canto e musical. È noto per aver doppiato Henry Hart dalla serie Henry Danger, mentre nell'ambito dell'animazione è noto tra gli altri per i personaggi di Steven Universe dall'omonima serie, Sprig Plantar in Anfibia, Yumyulack in Solar Opposites ed Angel Dust in Hazbin Hotel.
Nel 2021 inizia le riprese del film musicale Backstage - Dietro le quinte, nel quale interpreta il personaggio di Giulio.

## Doppiaggio

### Film
- Fred Hechinger in La donna alla finestra, Fear Street Parte 1: 1994, Fear Street Parte 3: 1666, Il gladiatore II, Kraven - Il cacciatore, I ragazzi della Nickel
- Chosen Jacobs in Purple Hearts, It, It - Capitolo due
- Asher Angel in Shazam!, Darby Harper - Consulenza fantasmi, Shazam! Furia degli dei
- Michael Cimino in Annabelle 3, Un fantasma accanto a me, Until Dawn - Fino all'alba [2]
- Karan Brar in Stargirl, La lista dei fan**lo
- Alex Lawther in The Imitation Game, The French Dispatch
- Li Chuk in Ip Man, Ip Man 2
- David Mazouz in L'inventore di giochi
- Max Harwood in Tutti parlano di Jamie
- Owen Vaccaro in Alla scoperta di 'Ohana
- Tait Blum in Home Team
- Julian Dennison in Qualcuno salvi il Natale 2
- Niles Fitch in La Società Segreta dei Principi Minori
- Calam Lynch in Black Beauty - Autobiografia di un cavallo
- Derek Endres in Nomadland
- Anson Boon in Blackbird - L'ultimo abbraccio
- Maxwell Simba in Il ragazzo che catturò il vento
- Gabriel Rush in Scary Stories to Tell in the Dark
- Caleb McLaughlin in High Flying Bird
- Jadon Sand in The LEGO Movie, The LEGO Movie 2 - Una nuova avventura
- Tom Taylor in Il ragazzo che diventerà re
- Ty Tennant in Tolkien
- Elijah Rodriguez in Soldado
- Caleel Harris in Piccoli brividi 2 - I fantasmi di Halloween
- Oscar Berthe in Benvenuti a casa mia
- Philip Noah Schwarz in Conta su di me
- Batyste Fleurial Palmieri in Un sacchetto di biglie
- Ronald Ssemeganda in Queen of Katwe
- Griffin Gluck in Proprio lui?
- Art Parkinson in San Andreas
- Dillon Mitra in Amore, cucina e curry
- Drew Justice in Piccole canaglie alla riscossa
- Dylan Georgiades in The Water Diviner
- Ellar Coltrane in Boyhood
- Ed Oxenbould in Una fantastica e incredibile giornata da dimenticare
- Michael Higgins in Maleficent
- Finley Jacobsen in Attacco al potere - Olympus Has Fallen
- Mason Cook in The Lone Ranger
- Eilif Hellum Noraker in Alla ricerca della stella del Natale
- Darsheel Safary in I figli della mezzanotte
- CJ Adams in L'incredibile vita di Timothy Green
- Samuel Joslin in The Impossible
- Matías Recalt in La società della neve
- Xavier Atkins in Biancaneve e il cacciatore
- Gabin Lefebvre in Sister
- Dante Brown in Una scuola per Malia
- Brady Allen in Paranormal Activity 4
- Vetle Qvenild Werring in Babycall
- Rafael Koussouris in Almanya - La mia famiglia va in Germania
- Miljan Châtelain in Il nastro bianco
- Max Clavelly in Troppo amici
- Jansen Panettiere in La partita perfetta
- Mathias Storhøi in Royalteen - L'erede
- Oliver Finnegan in The Watchers - Loro ti guardano
- Álvaro Mel ne Il club dei lettori assassini
- Jan Cieciara in Fanfik
- Rhys Mannion in Silver e il libro dei sogni
- Andrew Barth Feldman in Fidanzata in affitto
- Jacob Batalon ne La profezia del male
- Caleb Hearon in Sweethearts
- Martí Cordero in Viaggio di maturità: Mallorca
- Gage Munroe in Io sono nessuno 2

### Film d'animazione
- Steven Universe in Steven Universe: il film
- Jinu enjunji in dan da dan
- Kensuke Aida nei ridoppiaggi di Neon Genesis Evangelion: Death & Rebirth e Neon Genesis Evangelion: The End of Evangelion
- Kunio in Lu e la città delle sirene
- Rich Belcher in Ron - Un amico fuori programma
- Agnarr (giovane) in Frozen II - Il segreto di Arendelle
- Walter Beckett in Spie sotto copertura
- Rancis in Ralph spacca Internet
- Rudolph Sackville-Bagg in Vampiretto
- Simon in La mia vita da Zucchina
- Hirota in Pioggia di ricordi
- Bo in La città incantata (edizione 2014)
- Pugnolo in L'ape Maia - Il film
- Jirou in Si alza il vento
- Tuono in Il castello magico
- Cagnolino spagnolo in Beverly Hills Chihuahua
- Peter in Anna Frank e il diario segreto
- Perrito in Il gatto con gli stivali 2 - L'ultimo desiderio
- Leonardo in Tartarughe Ninja - Caos mutante
- Cole H. (canto) in Leo
- Pip in Supercuccioli - Un'avventura da paura!
- Alfonso Chisciotte in La banda di Don Chisciotte - Missione mulini a vento
- Zazu in Mufasa - Il re leone
- Háma in Il Signore degli Anelli - La guerra dei Rohirrim
- Studente in Look Back

### Film per la televisione
- Jace Norman in Jeremy senza freni!, Il mio amico è una bestia, Il mio amico è una bestia 2, Un detective alla Bixler High
- Valin Shinyei in La lista dei clienti
- Rio Mangini in Una pazza crociera

### Serie televisive
- Gavin Lewis in Il principe di Peoria, Tanti piccoli fuochi
- Karan Brar in Jessie, Summer Camp
- Fred Hechinger in Pam & Tommy
- Kit Connor in His Dark Materials - Queste oscure materie
- João Guilherme in Di nuovo 15 anni
- Skylar Gaertner in Ozark (ultima stagione)
- Danny Griffin in Fate: The Winx Saga
- Matthew Sato in Dottoressa Doogie
- Michael Cimino in Love, Victor, Non ho mai...
- Joe Flynn in Get Even
- Gregory Kasyan in Daybreak
- Lennart Lemmens in Il mistero di Campus 12
- Thomas Robinson in The Protector
- Nick Peine in A.P. Bio
- Ted Sutherland in Rise
- Jason Genao in On My Block
- Sam Ashe Arnold in Best.Worst.Weekend.Ever.
- Rio Mangini in Everything Sucks!
- Russell Posner in La nebbia
- Thomas Barbusca in The Mick
- Gus Halper in Law & Order True Crime
- Jace Norman in Henry Danger, Danger Force
- Sang Heon-Lee in Xo Kitty
- Mace Coronel in Nicky, Ricky, Dicky & Dawn, That '90s Show
- Corey Fogelmanis in Girl Meets World, Uno Splendido Errore
- Georgie Farmer in Le cronache di Evermoor
- Jacob Bertrand in Kirby Buckets
- Ryan Phuong in Young Sheldon[3]
- Evan Roe in Madam Secretary
- Adam Wilson in Broadchurch
- Sean Giambrone in The Goldbergs
- Ian Patrick in Vicini del terzo tipo
- Benjamin Stockham in 1600 Penn
- David Mazouz in Touch
- Tyree Brown in Parenthood
- Tomas Ross in Incorreggibili
- Ridge Canipe in Il mondo di Hollis Woods
- Griffin Gluck in Private Practice
- Felipe Londoño in Entrevías
- Sean Kaufman in L'estate nei tuoi occhi
- Tom Glynn-Carney in House of the Dragon
- Alex Lawther in Andor
- Daniel Puig in Naomi
- Joshua Colley in Dead Boy Detectives
- Morgan Davies in One Piece
- Derek Luh in Gen V
- Michiel Huisman in The Haunting
- Jun Shison in Yu Yu Hakusho
- Miles McKenna in Piccoli brividi
- Jake Dunn in Nell - Rinnegata
- Ludger Bökelmann in Pauline
- Garrett Richmond in Will Trent
- Misia Butler in Kaos
- Joe Locke in Agatha All Along
- Nicholas Chavez in Grotesquerie
- Jonathan Whitesell in Chilling Adventures of Sabrina
- Cho Young-woo in Perdutamente innamorata

### Serie animate
- Steven Universe in Steven Universe e Steven Universe Future
- Jin Enjoji (Jiji) in Dandadan
- Niccolò in L'attacco dei giganti
- Yumyulack in Solar Opposites
- Kensuke Aida in Neon Genesis Evangelion (doppiaggio 2020)
- Ronatan in Madagascar - I 4 dell'oasi selvaggia
- Sprig Plantar in Anfibia
- Jack Sullivan in Gli ultimi ragazzi sulla terra
- Oscar in Summer Camp Island - Il campeggio fantastico
- Tobias in Oswaldo
- Turo in Spirit: Avventure in libertà
- Danny Quon in Kong - Re dei primati
- Dwayne Jr. in A tutto reality presenta: Missione Cosmo Ridicola
- Toby in Callie sceriffa del West
- Donny Peluche in Dottoressa Peluche
- Zou in Zou
- Cubby in Jake e i pirati dell'Isola che non c'è
- Sōichirō Tachibana in Mix
- Kevin Grant-Gomez in Hamster & Gretel
- Takafumi Taraoka in Uncle from Another World
- Steve in Curioso come George
- Norito in Black Rock Shooter
- Ryunosuke Minakata in Summer Time Rendering
- Principe Neel in Mira - Detective reale
- Atom in Pluto
- Kouji Tatsuishi in il mio matrimonio felice
- Angel Dust in Hazbin Hotel
- Yaad Merini in Dungeon Food
- Jin Enjoji in DanDaDan (ediz. Netflix)
- Brief in New Panty & Stocking with Garterbelt

### Videogiochi
- Jack in The Last Kids on Earth and the Staff of Doom[4]
- Steven Universe in MultiVersus[5]

### Programmi Televisivi
La Signora Voce in Gioco da Ragazzi - Dea Kids 

## Radio
- Radio Deejay (2013)
- Amo in Tour di Renato Zero (2013-2014)

## Filmografia
- Non è stato il mare, regia di Agostina Guala – cortometraggio (2019)
- Backstage - Dietro le quinte, regia di Cosimo Alemà (2022)
- Ecaep, regia di Fabiana Bruno e Veruska Rossi – cortometraggio (2022)

## Riconoscimenti
La Musa d'Oro 2025 - Premio Speciale Doppiaggio cantato Nico Fidenco e Premio del Pubblico